# 永田吉右衛門 (2代)
2代 永田 吉右衛門（ながた きちうえもん、1873年（明治6年）8月15日 - 1918年（大正7年）2月26日）は、明治から大正時代の政治家。銀行家。実業家。衆議院議員。岐阜県大野郡高山町長。幼名は尚次。

## 経歴
初代永田吉右衛門の長男として、岐阜県大野郡高山町（現高山市）に生まれる。1897年（明治30年）10月、家督を相続し襲名する。東京商業学校を卒業後、郷里に戻り長らく高山町長を務めた。ほか、高山町会議員、学務委員を歴任した。
財界では飛騨電灯、濃飛自動車、飛騨林業、濃飛農工銀行各取締役、飛騨銀行取締役、同頭取、富山電気、大垣銀行、十二銀行各監査役を歴任した。また、五松庵不及と号して俳句を能くした。
1917年（大正6年）4月の第13回衆議院議員総選挙では岐阜県郡部から出馬し当選。衆議院議員を1期務めた。在任中は高山線の開通実現に向け尽力した。1918年（大正7年）2月、議会開会中に丹毒症に罹り同月26日、東京にて没した。

## 親族
- 父：初代永田吉右衛門（衆議院議員）[1][4]